# Laguna Churince
Laguna Churince är en uttorkad sjö i Cuatro Ciénegas i Coahuila i Mexiko som fylldes av vattenkällorna Poza Churince och Poza la Becerra. 
Redan i en studie gjord 1968 beskrevs områdets ekosystem som skadat av människan. 2011 bedömdes skadorna vara irreversibla efter att området drabbats av den värsta torkan på över 10 000 år. Vattennivåerna ska sedan ha stigit igen efter en period med mycket regn, men strömmen återhämtade sig aldrig. År 2019 var Laguna Churince helt uttorkad. Närmsta större stad är Monclova.